# Катарина фон Баден
Катарина фон Баден (на немски: Katherina von Baden; * 15 януари 1449; † пр. 8 май 1484) е титулар-маркграфиня от Баден и чрез женитба графиня на Верденберг-Зарганс в днешна Швейцария.

## Произход
Тя е най-възрастната дъщеря на маркграф Карл I фон Баден (1427 – 1475) и съпругата му Катарина Австрийска (1420 – 1493), дъщеря на херцог Ернст Железни и по-малка сестра на император Фридрих III. Сестра е на Христоф I (1453 – 1527), маркграф на Баден, Албрехт (1456 – 1488), маркграф на Баден-Хахберг,
Фридрих IV фон Баден (1458 – 1517), от 1496 г. епископ на Утрехт, Кимбурга (1450 – 1501), омъжена 1469 г. за граф Енгелберт II фон Насау-Диленбург и на Маргарета (1452 – 1495), абатеса в манастир Лихтентал.

## Фамилия
Катарина се омъжва пр. 19 май 1464 г. за граф Георг III фон Верденберг-Зарганс (* ок. 1430; † 12 февруари 1500) от род Верденберги, син на граф Йохан III фон Верденберг-Зарганс († 1465) и графиня Елизабет фон Вюртемберг († 1476), дъщеря на граф Еберхард III фон Вюртемберг. Той е брат на Йохан II фон Верденберг, епископ на Аугсбург от 1469 до 1486 г. Те имат децата:
- Йохан VI († 8 юли 1522), граф на Верденберг-Хайлигенберг-Трохтелфинген, женен за Катарина фон Гунделфинген (* пр. 1513; † сл. 1522), няма деца
- Феликс I († 12 юли 1530 в Аугсбург), граф на Верденберг, ректор на университет Фрайбург, женен на 18 май 1505 г. в Трир за наследничката Елизабет дьо Ньофшател (* ок. 1485; † 20 ноември 1533), няма наследници. Той е на военна и дворцова служба на императорите Максимилиан I и Карл V.
- Кристоф († 29 януари 1534 в Зигмаринген), граф на Верденберг, Зигмаринген, Хайлигенберг и др., женен I. на 3 март 1500 г. за Елеонора Гонзага († март 1512), дъщеря на маркграф Джанфранческо Гонзага от Мантуа († 1496), II. на 20 август 1526 г. за Йохана ван Витхем († сл. 19 август 1544), вдовица на граф Айтел Фридрих III фон Хоенцолерн (* 1494; † 15 януари 1525), III. за Ендле Гареле († пр. 1526)
- Хуго X фон Верденберг
- Елизабет († 20 декември 1536), омъжена I. на 30 октомври 1485 г. за Шенк Еразмус фон Ербах-Ербах († 1 септември 1503), II. 1504 г. за Филип Ехтер фон Меспелбрун († 1549)
- Агнес († август 1541), омъжена на 1 юли 1483 г. за
- Магдалена (* 1464; † 9 септември 1538), омъжена през май 1484 (1485) г. в Хага за граф Ян I (II) ван Егмонд, губернатор на Холандия (* 3 април 1438, † 21 август 1516)
- Урсула († сл. 1540)